# Tony Wilson (Musikmanager)

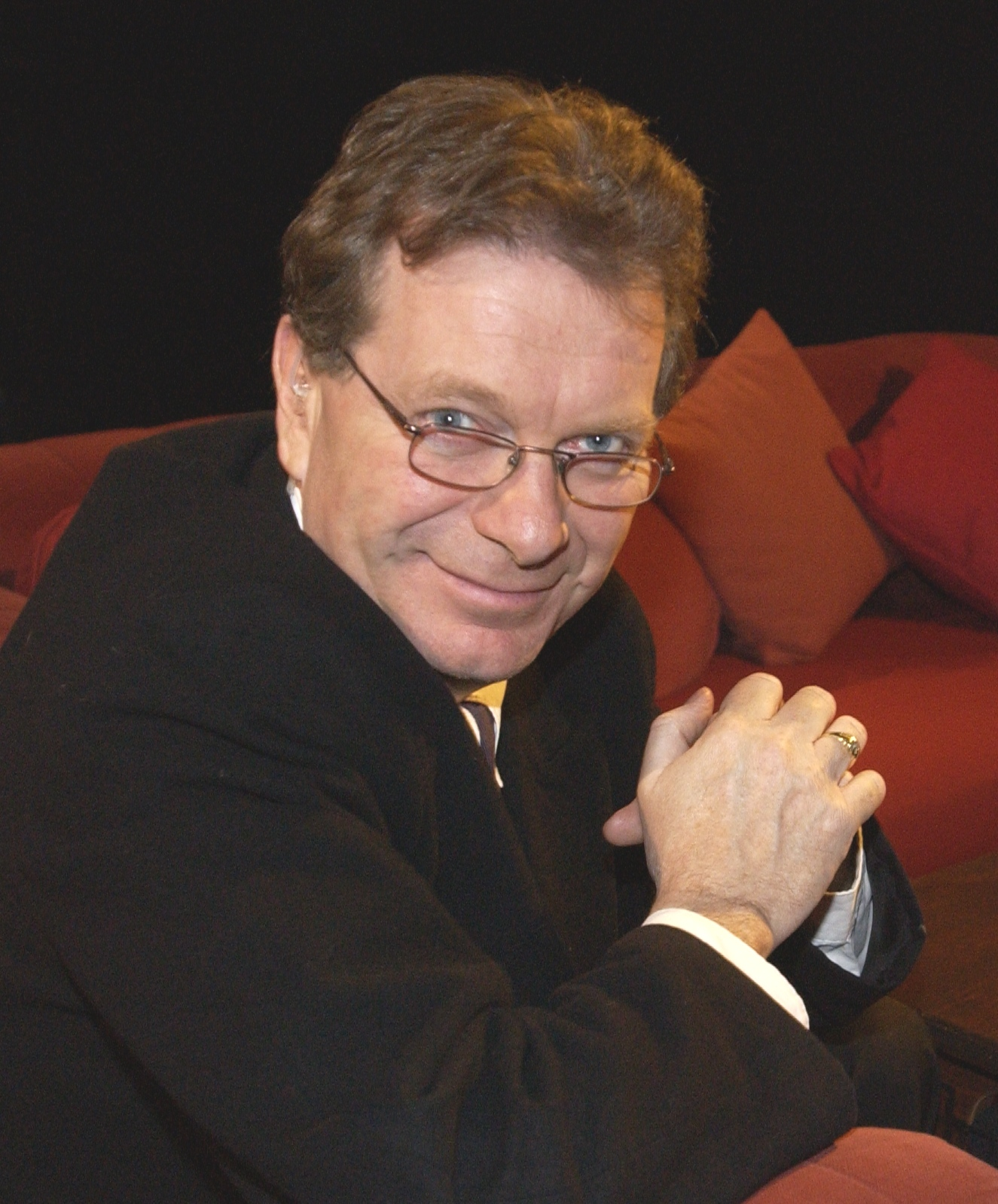
Tony Wilson (2003)

Anthony „Tony“ Howard Wilson (* 20. Februar 1950 in Salford in der Grafschaft Lancashire (heute Greater Manchester), England; † 10. August 2007 in Manchester) war ein britischer Musikmanager, Musiklabel- und Nachtclubbetreiber sowie Fernsehjournalist, der ein entscheidender Faktor in der Entwicklung der Madchester-Szene ab der Mitte der 1970er Jahre war. Bekannt wurde er vor allem als Gründer des Labels Factory Records und des Nachtclubs Haçienda.

## Leben und Kreativität
Nachdem er im Juni 1976 die Sex Pistols in der Lesser Free Trade Hall in Manchester gesehen hatte, lud er die Band in seine Show So It Goes auf dem lokalen Sender Granada TV ein. Später gründete Wilson das Label Factory Records, das kurz danach dank Künstlern wie Joy Division, New Order, James, den Happy Mondays sowie dem Produzenten Martin Hannett zu einer treibenden Kraft in der Entwicklung von Post-Punk und New Wave wurde. Etwa zur gleichen Zeit eröffnete er den Nachtclub Haçienda, der Ende der 1980er/Anfang der 1990er Jahre zum Epizentrum des Rave und der Madchester-Szene wurde.
Die Haçienda wurde im Sommer 1997 aufgrund eines außer Kontrolle geratenen Drogenproblems geschlossen. Factory Records meldete etwa zeitgleich Konkurs an. Wilson machte weder mit seinem Label noch mit dem Nachtclub ein Vermögen. Legendär ist die Tatsache, dass Factory Records aufgrund des aufwendigen Cover-Designs der Single Blue Monday von New Order mit jedem verkauften Exemplar anfangs etwa £ 0,20 Verlust machten, obwohl die Single die meistverkaufte im 12″-Format bis 1988 wurde.
Seit 2006 kämpfte Tony Wilson gegen Nierenkrebs. Er starb am 10. August 2007 mit 57 Jahren nach einem Herzinfarkt.

## Darstellung Wilsons in Filmen
Im Film 24 Hour Party People (2002) ist Wilson, gespielt von Steve Coogan, die zentrale Figur. In Control (2007) über das Leben von Joy-Division-Sänger Ian Curtis erscheint Tony Wilson als Nebenfigur, gespielt von Craig Parkinson.